# Thrips physapus
Thrips physapus är en insektsart som beskrevs av Carl von Linné 1758. Thrips physapus ingår i släktet Thrips och familjen smaltripsar. Arten är reproducerande i Sverige. Inga underarter finns listade i Catalogue of Life.